# Ямний (заказник)
Я́мний  — гідрологічний заказник місцевого значення в Україні. Об'єкт природно-заповідного фонду Сумської області. 
Розташований у межах Великописарівського району Сумської області, між селами Вілне і Ямне. 

## Опис
Площа 696,7 га. Статус надано згідно з розпорядженням Представника Президента по Сумській області від 28.12.1992 року № 347. Перебуває у віданні Гетьманського національного природного парку та ДП «Великописарівський агролісгосп» (кв. 45, вид. 2, 6-7, кв. 47, вид. 1-3, 15-16). 
Статус надано з метою збереження лучно-водно-болотного природного комплексу в заплаві річки Ворскла, в тому числі видів рослин і тварин, занесених до Червоної книги України: кулик-сорока, коловодник ставковий, журавель сірий, мінога українська. 
Заказник «Ямний» входить до складу Гетьманського національного природного парку.

## Галерея

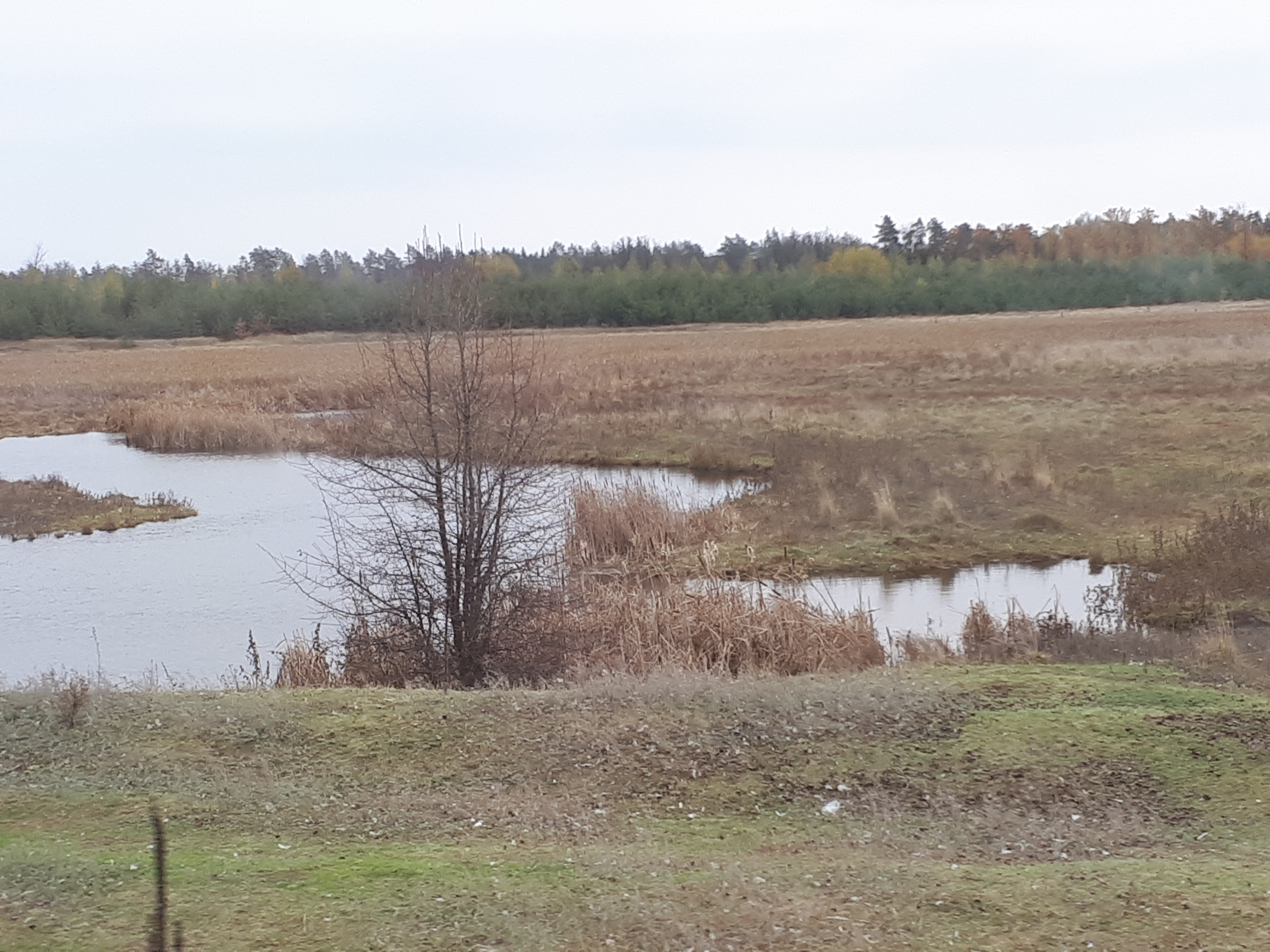
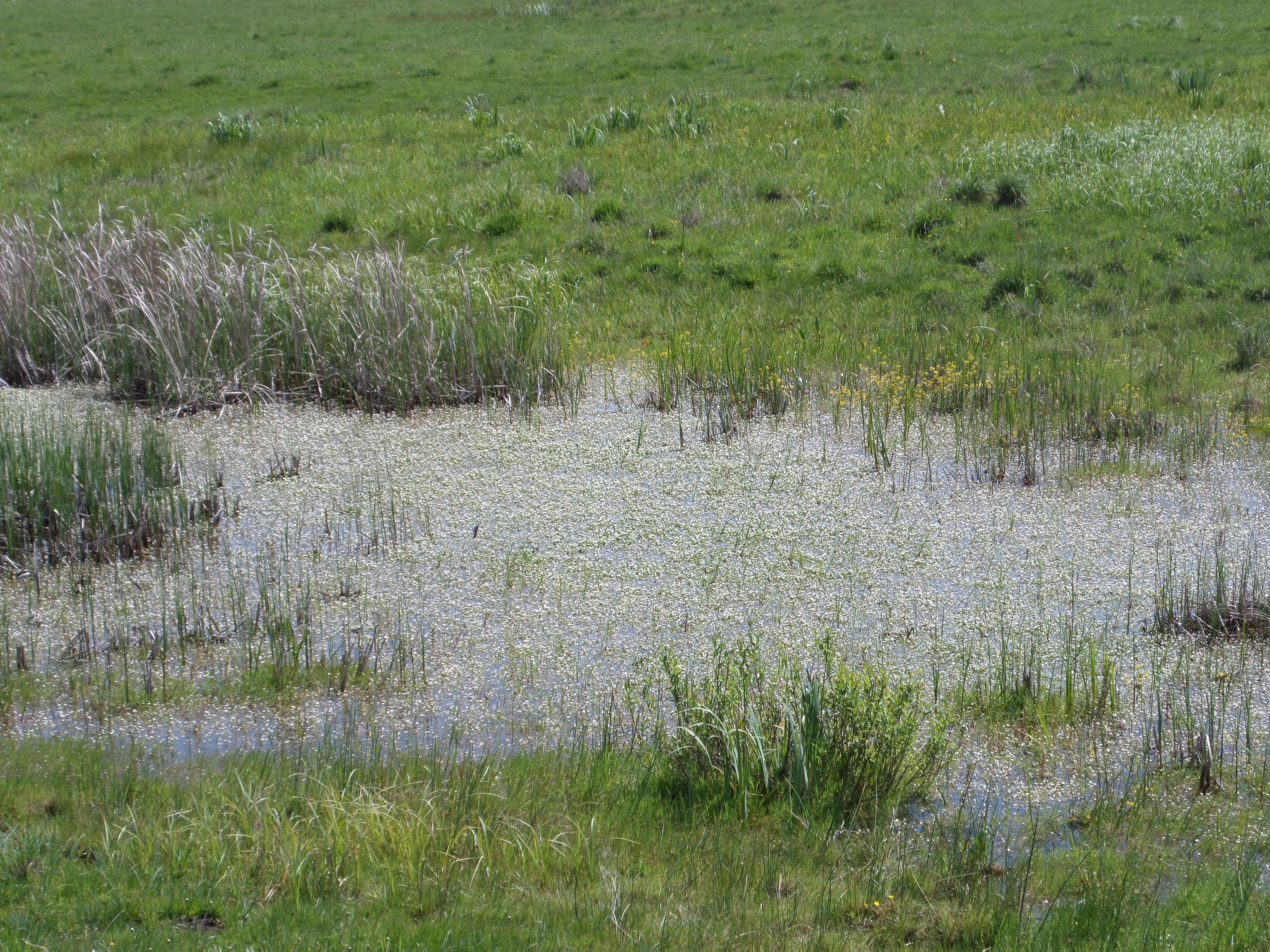
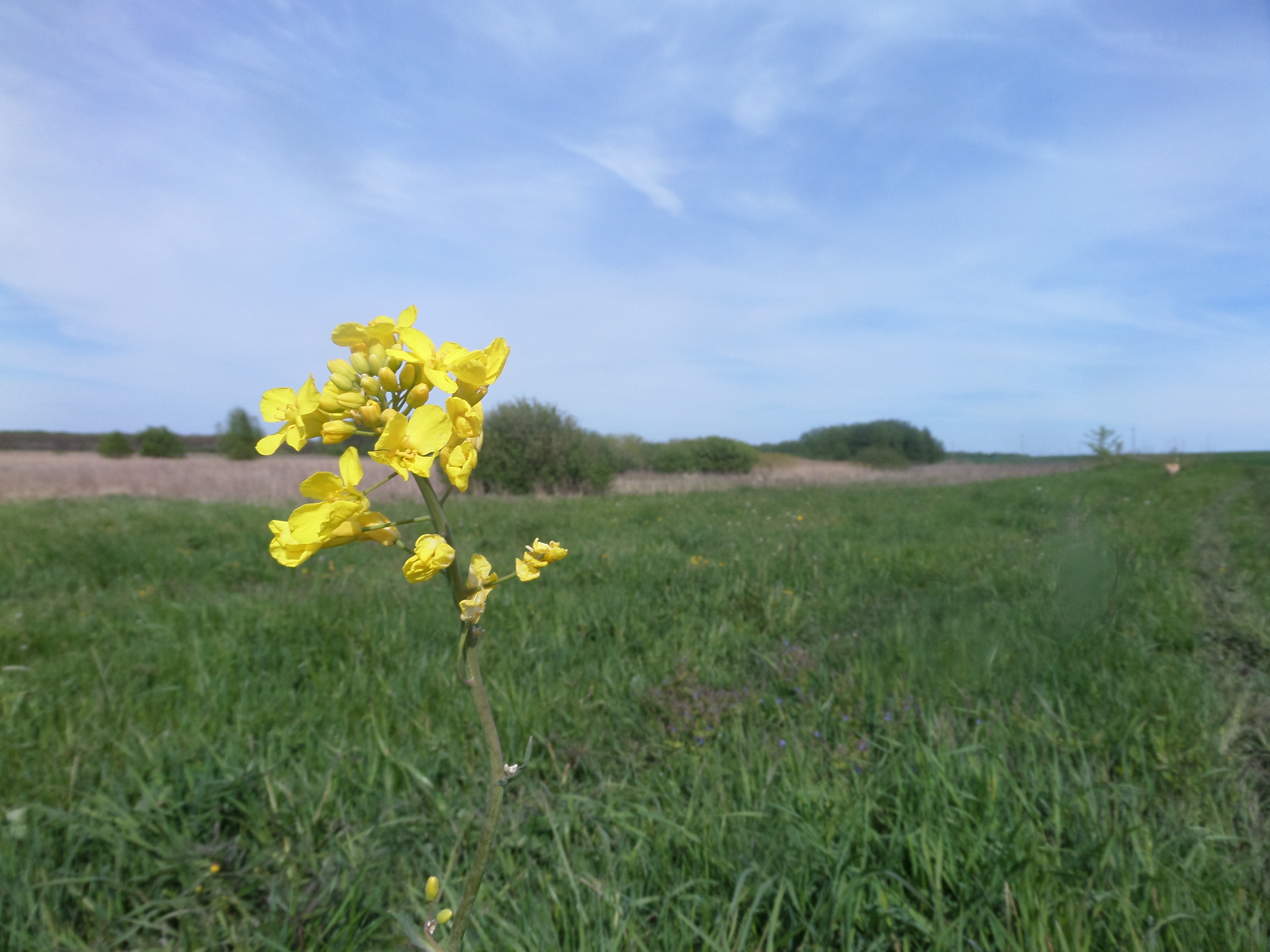